# 孙予罕
孙予罕（1962年10月—），男，汉族，上海人，中华人民共和国政治人物。现任怀柔实验室山西研究院院长。第十四届全国政协委员。